# Bonefro
Bonefro – miejscowość i gmina we Włoszech, w regionie Molise, w prowincji Campobasso.
Według danych na rok 2004 gminę zamieszkiwały 1873 osoby, 60,4 os./km².